# Himalájai selyemfenyő
A himalájai selyemfenyő (Pinus wallichiana) a fenyőfélék családjának névadó tűnyalábos fenyő (Pinus) nemzetségében a selyemfenyők Strobus alnemzetség egyik faja. Európában gyakran ültetik parkokba, és néha erdészetileg is telepítik.

## Származása, elterjedése
Amint ezt magyar neve is jelzi, a Himalájában honos.

## Megjelenése, felépítése
A Himalájában 50, Európában 30 m magasra növő, nyitott kúp koronájú fa. Sötét hamuszürke vagy barna kérge sokáig sima és fényes marad, majd sekélyen berepedezik.
Ágai örvökben, vízszintesen nőnek.
Kékes-hamvas, ezüstös árnyalatú, 15–20 cm hosszú, puha, csüngő, hosszú tűi ötösével nőnek. A fiatal vesszők simák, kopaszok.
14–25 cm hosszú, egyenes nyelű, általában csüngő, erősen gyantás, porzós tobozvirágzatai magányosak vagy csoportosak. A termős virágzatok párosan átellenben, hármas vagy ötös örvekben jelennek meg már a fiatal növényeken is, és a mutatós tobozok lehúzzák az ágvégeket. A 15–25 cm hosszú, banánszerűen hajlott, világoszöld, gyantafolyásos tobozok vége tompa. A fiatal tobozok zöldek, éretten világosbarnák.

## Életmódja, termőhelye
Más, gyorsan növő fenyőfélékhez hasonlóan fiatal korában fagyérzékeny, de idővel télállóvá válik. A téli napsütés is megviseli.
Víz- és páraigényes, a Kárpát-medencében nyáron öntözni kell. Érzékeny a száraz szélre. Szeles helyen törzse kard alakúra görbül, ágvégei lecsupaszodnak.
nedves környezetben gyorsabban nő. Az idősebb példányok helyigényesek.
A városi klímát meglehetősen rosszul tűri.

## Rokon fajok
- Balkáni selyemfenyő (Pinus peuce)
- Simafenyő, közönséges simafenyő (Pinus strobus)

## Képek

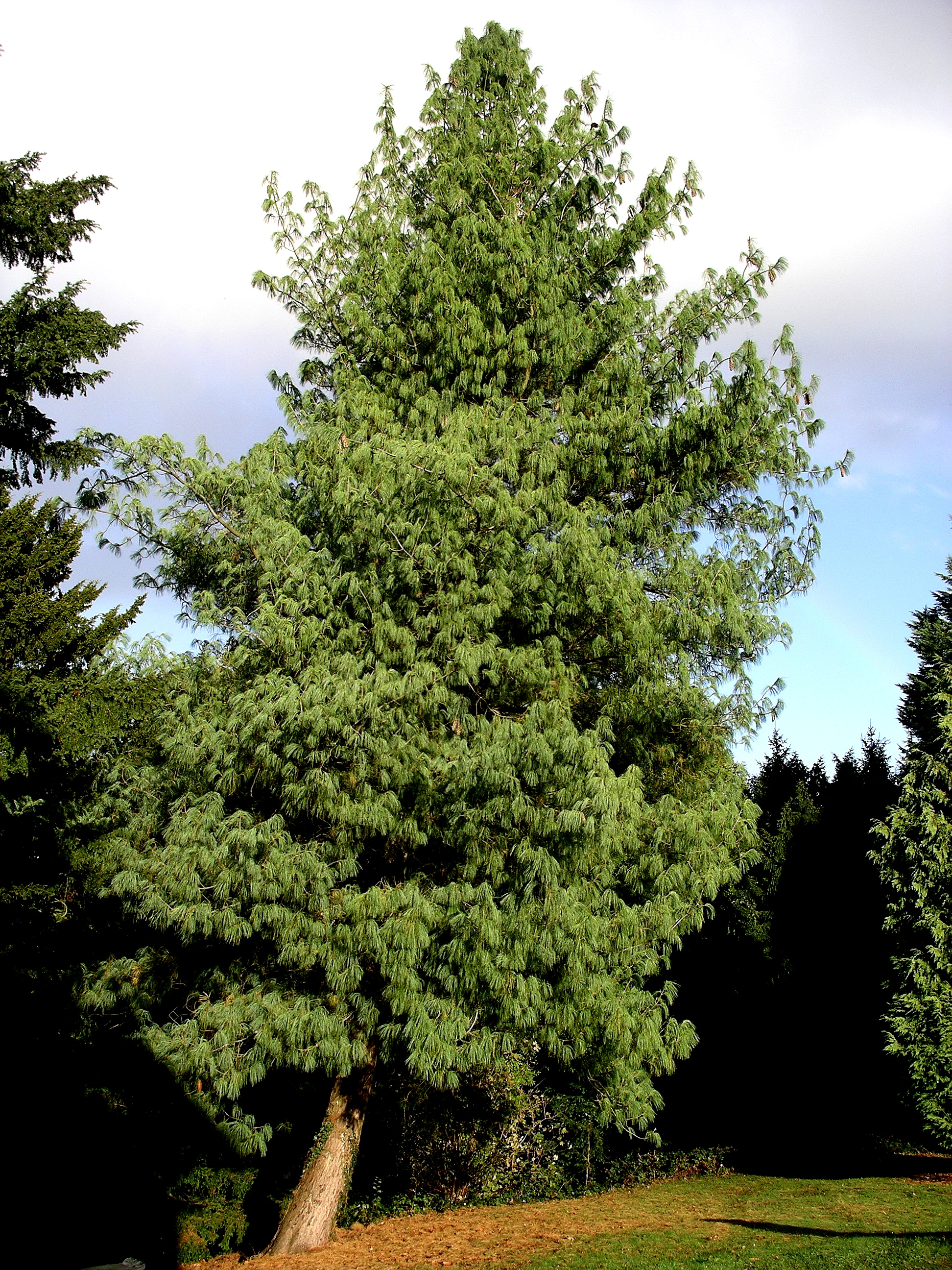
Habitusa
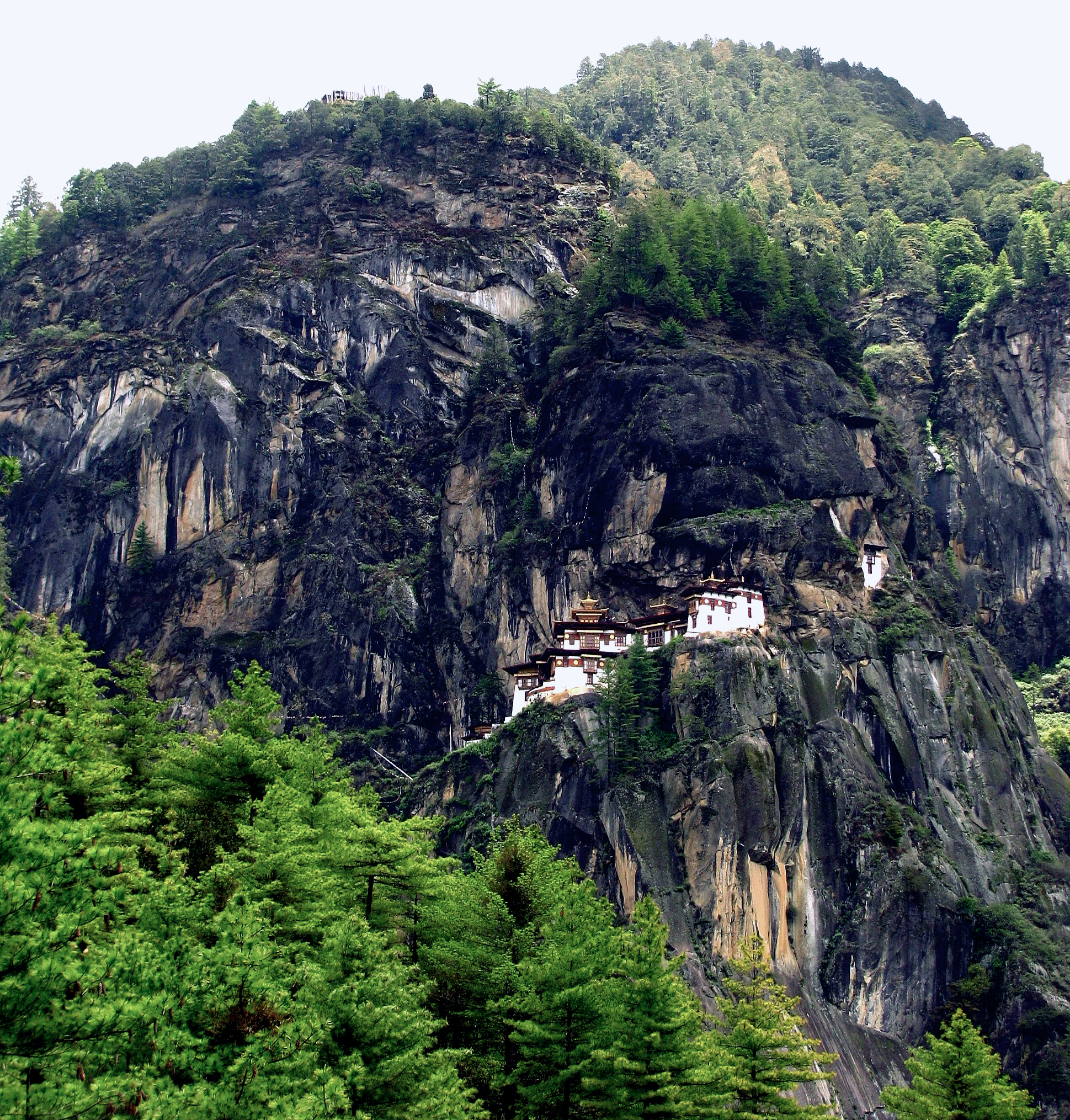
Termőhelyén, Bhutánban
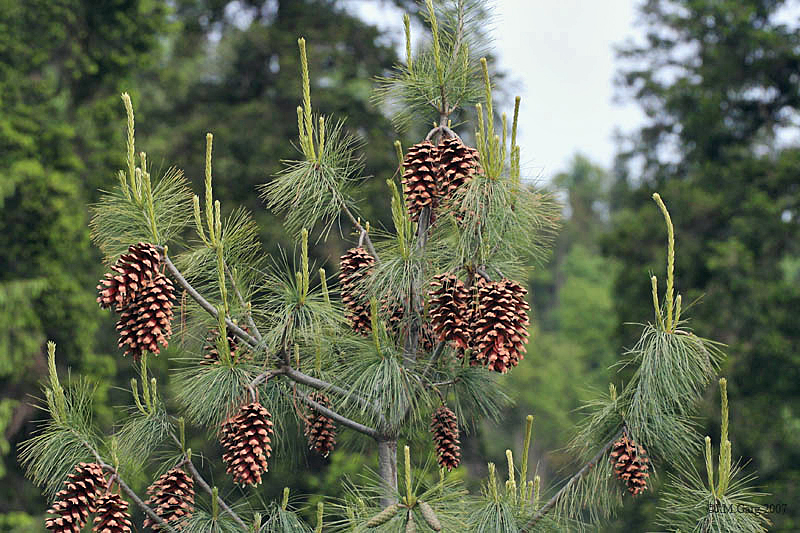
Toboza